# Операция «Скай монитор»

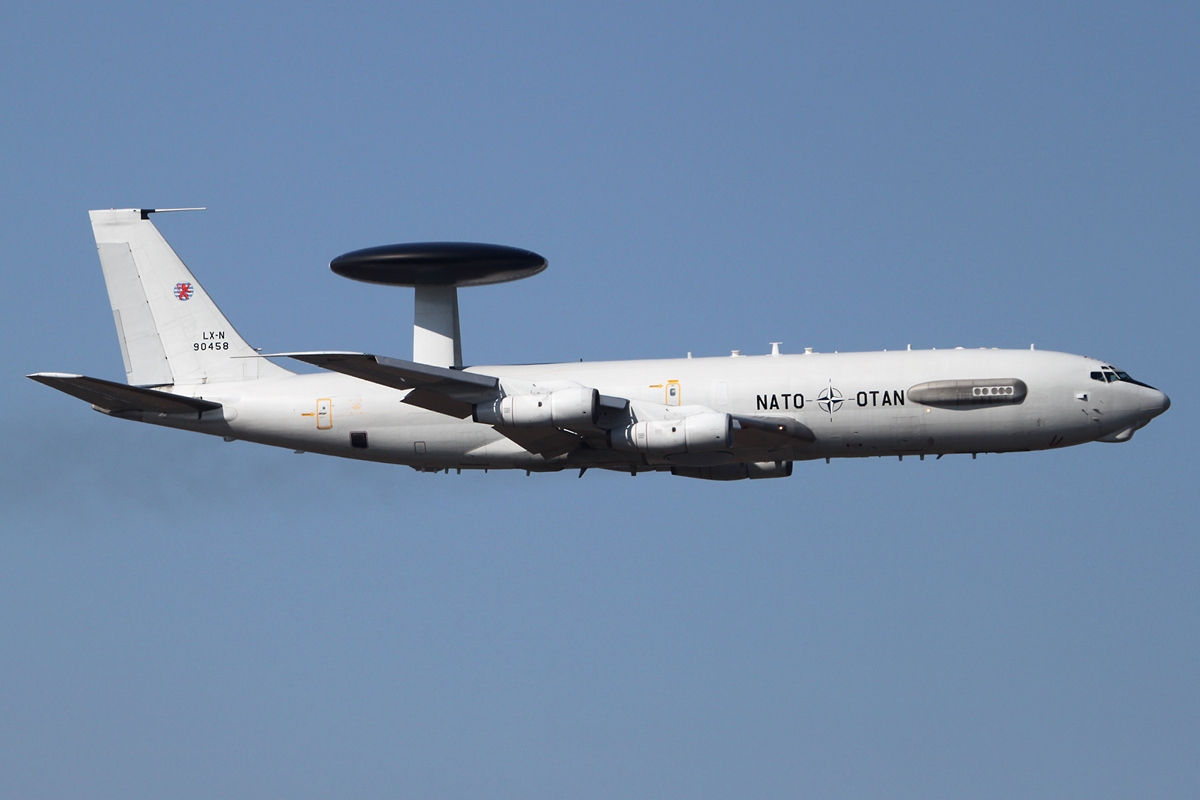
«Boeing E-3 Sentry»

Операция «Скай монитор» (англ. Operation Sky Monitor) — миссия НАТО по отслеживанию несанкционированных полётов в воздушном пространстве Боснии и Герцеговины во время Боснийской войны. Операция началась в ответ на резолюцию Совета Безопасности ООН 781, согласно которой был установлен запрет на использование военных самолётов в боснийском воздушном пространстве, и предполагала помощь стран-членов организации в контроле за соблюдением этого запрета.
Начиная с 16 октября 1992 года НАТО отслеживало нарушения в бесполётной зоне, используя ДРЛОиУ-самолёты E-3 Sentry, базировавшиеся в Германии, Италии, Греции и Великобритании. Операция задокументировала более 500 нарушений в бесполётной зоне в апреле 1993 года. В ответ на такое большое количество несанкционированных полётов Совет Безопасности принял резолюцию 816, которая позволила НАТО обеспечивать соблюдение бесполётной зоны и принимать меры против нарушителей. Соответственно, НАТО 12 апреля 1993 года завершило операцию «Скай Монитор», сосредоточив силы на новой операции «Запрет полёта».

## Предпосылки
25 сентября 1991 года, в начале Югославских войн, Совет Безопасности ООН принял резолюцию 713, которая установила «всеобщее и полное эмбарго на все поставки оружия и военной техники в Югославию», целью которой было снижение уровня насилия и кровопролития по всей стране. В мае 1992 года Совет Безопасности вновь подтвердил эмбарго в резолюции 757, добавив разрешение военно-морским силам контролировать соблюдение эмбарго на поставки. В резолюции 757 Совет также призвал государства «не давать разрешения любому самолёту на взлёт, посадку или пролёт над своей территорией, если он совершает посадку или взлетает с территории Союзной Республики Югославии», создав прецедент для дальнейших мероприятий в воздушном пространстве.
В ответ на резолюцию 757 НАТО начало выполнять свои первые операции от имени ООН 16 июля 1992 года, а именно — операцию «Морской монитор», которая отслеживала нарушение резолюций Совета Безопасности самолётами. В рамках операции «Морской монитор» НАТО направила самолёты дальнего радиолокационного слежения E-3 Sentry для контроля морских перевозок в регионе. Эти самолёты в ходе операции совершили более 200 боевых вылетов.
9 октября 1992 года Совет Безопасности принял резолюцию 781. В резолюции Совет Безопасности выразил обеспокоенность в связи с использованием авиации воюющими сторонами в Боснийской войне и установил официальный «запрет на военные полёты в воздушном пространстве Боснии и Герцеговины». Он также призвал государства-члены помочь Силам Организации Объединённых Наций (UNPROFOR) в мониторинге «соблюдения запрета на военные полёты». Вскоре после этого, 15 октября 1992 года, самолёты НАТО, действующие в рамках операции «Морской монитор», начали отслеживать полёты над Боснией для ООН. Важнейшей целью этой миссии было вести наблюдение с целью определить, действительно ли разные стороны в конфликте соблюдают режим бесполётной зоны ООН. На следующий день, 16 октября, официально началась операция «Скай монитор» и самолёты НАТО расширили их мониторинг на траектории полёта над Адриатикой.

## Операция
В ходе операции «Скай монитор» самолёты работали в двух «орбитах»: одна над Адриатикой, созданная 16 октября, а вторая — над Венгрией, созданная с разрешения венгерского правительства 31 октября. Обе этих «орбиты» работали 24 часа в сутки, обеспечивая постоянное наблюдение за боснийским воздушным пространством. Первый полёт над Венгрией 31 октября стал важной вехой в истории НАТО, поскольку это была «первая операционная миссия в стране бывшего Варшавского договора» для альянса. Что более существенно, Венгрия согласилась, что если бы самолеты НАТО были бы атакованы в её воздушном пространстве, то венгерские ВВС предоставили бы свою поддержку истребителями МиГ-21. Эта поддержка не понадобилась ни разу, но это стало ещё одной важной вехой — фактическим военным сотрудничеством между НАТО и бывшим Варшавским договором.
К операции «Скай монитор» сначала были привлечены самолёты дальнего радиолокационного слежения с авиабазы НАТО в Гайленкирхене в Германии, позднее также стали использоваться авиабаза Авиано в Италии, Превеза в Греции и Трапани в Италии. По мере расширения операции также были задействованы восьмая эскадрилья Королевских ВВС Великобритании и французская эскадрилья E-3F на авиабазе Авор. Все эти силы НАТО были переданы под руководство войск Альянса в Южной Европе, которыми командовал адмирал Джереми Бурда из ВМС США. Одиннадцать стран НАТО предоставили персонал и самолёты для операции: Бельгия, Канада, Дания, Германия, Греция, Италия, Нидерланды, Норвегия, Португалия, Турция и США.
Правила применения силы в операции «Скай монитор» были очень строгими. Поскольку целью операции было отслеживать несанкционированные полёты, а не предотвращать их, привлечённые самолёты имели право использовать силу только в целях самозащиты. Кроме того, в соответствии с правилами ведения боевых действий силы НАТО должны были уклоняться в случае нападения, а не принимать меры против противника, если это было возможно. В результате ни одна сила НАТО не вступала в бой во время операции.
«Скай монитор» задокументировал множество нарушений режима бесполётной зоны, наиболее значимое из которых произошло в марте 1993 года, когда сербская авиация разбомбила два мусульманских посёлка. Это нарушение, первое «боевое нарушение» в бесполётной зоне, привело к призывам в НАТО активно обеспечивать режим зоны, а не просто отслеживать его соблюдение.

## Результаты

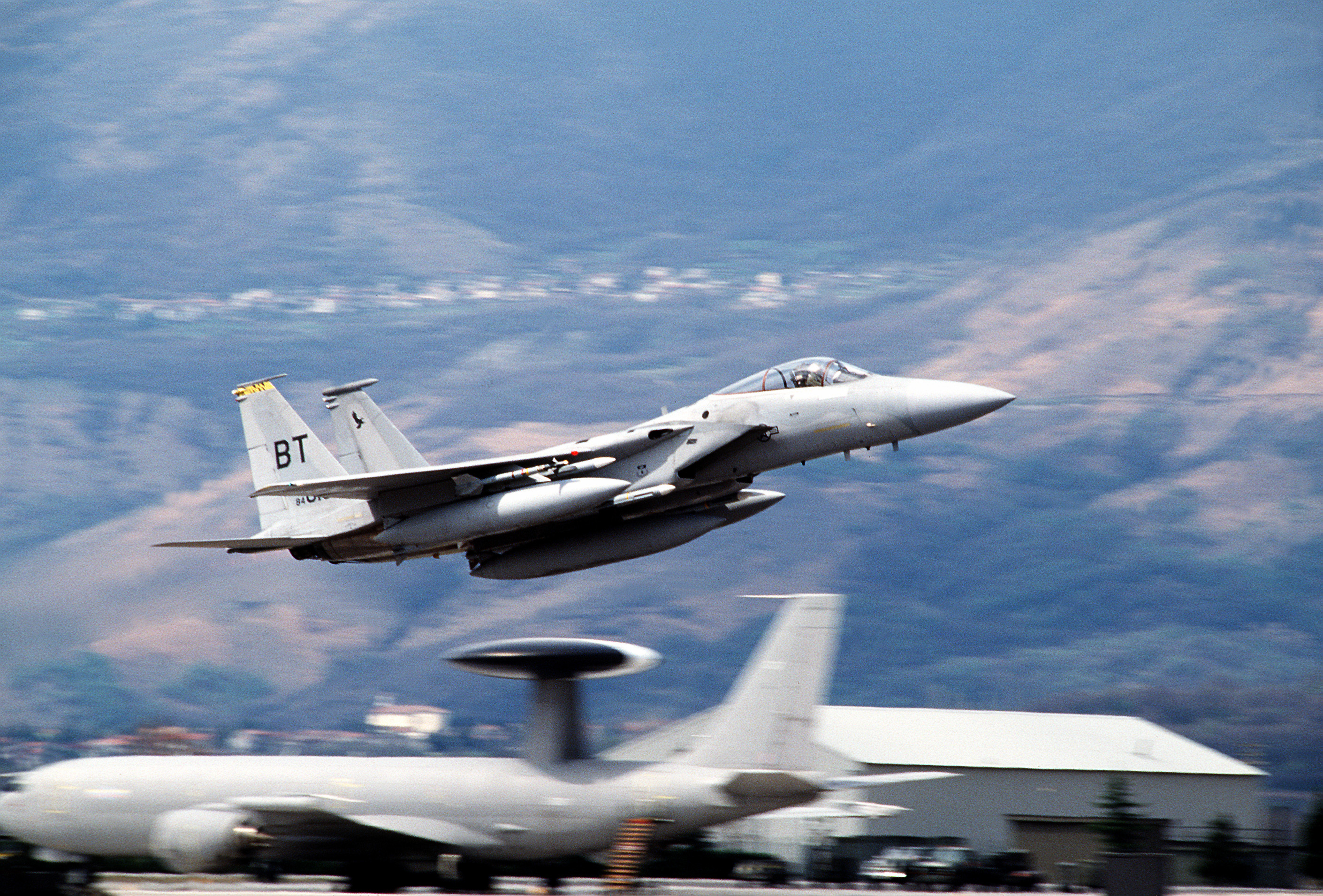
Американский самолет «McDonnell Douglas F-15 Eagle»

В начале апреля 1993 года НАТО задокументировало более 500 нарушений режима бесполётной зоны над Боснией, в том числе нарушения со всех сторон конфликта. Однако из этих многочисленных нарушений НАТО задокументировало только одно, которое организация определила «боевым вылетом». Хотя большинство нарушений не были боевыми вылетами, НАТО ещё до конца операции решило, что запрет ООН неэффективен. 18 декабря 1992 года члены НАТО проголосовали за обеспечение соблюдения режима бесполётной зоны с помощью военной силы, если ООН её запросит. Эта эскалация участия НАТО получила решающую поддержку избранного президента США Билла Клинтона в декабре, когда он сообщил прессе, что «выступает за обеспечение режима бесполётной зоны».
ООН призвала НАТО использовать силу в ответ на «грубые нарушения запрета военных полётов в воздушном пространстве Боснии и Герцеговины» в резолюции 816 Совета Безопасности 31 марта 1993 года. Эта резолюция уполномочила государства-члены ООН «принимать все необходимые меры» для того, чтобы «обеспечить соблюдение» бесполётной зоны. В результате этой новой резолюции НАТО завершило операцию «Скай монитор» и начало операцию «Запрет полёта» 12 апреля 1993 года. В рамках новой операции силы НАТО продолжили следить и документировать несанкционированные полёты, но они также были уполномочены обеспечивать режим зоны и принимать меры против нарушителей в случае необходимости.
Операция «Скай монитор» была первой из многих воздушных операций НАТО на Балканах, в том числе более значительных «Обдуманная сила» и «Союзная сила». «Скай монитор» также была первой внешней воздушной операцией НАТО и одной из его первых совместных миссий с ООН. Таким образом, она установила прецедент для будущего сотрудничества между НАТО и ООН, основанного на модели, где силы НАТО используют свои превосходящие технические знания для помощи ООН в реализации её более широкой миссии. «Скай монитор» также оказала влияние на военную политику, поскольку операция доказала полезность E-3 Sentry для мониторинговых миссий в различных условиях.